# Beylerbeyi SK
Beylerbeyi SK ist ein türkischer Fußballverein aus dem Istanbuler Stadtteil Beylerbeyi. Ihre Heimspiele tragen die Rot-Grünen im Beylerbeyi 75. Yıl Stadyumu aus. Der Verein benutzt das Akronym BBS. Neben der bekannten Fußballabteilung besitzt der Verein weitere Sportabteilungen wie Basketball, Rudern und Schwimmen.

## Geschichte
Der Verein wurde 1904 gegründet und nahm ab 1911 mit den beiden Sportarten Fußball und Rudern am Wettbewerbsgeschehen teil. Nach anderen Quellen wurde der Verein erst 1914 gegründet. Erst später kamen Sportarten wie Basketball, Judo und Schwimmen hinzu.
Die Fußballmannschaft spielte seit seiner Gründung in den unteren Amateurligen Istanbuls. Dabei spielte man nur wenige Spielzeiten mit den großen Istanbuler Vereinen Galatasaray, Beşiktaş und Fenerbahçe in einer Liga.
Seit 1963 nahm Beylerbeyi SK als Gründungsmitglied an der neu geschaffenen, zweithöchsten und landesweit ausgetragenen türkischen Profiliga, der heutigen TFF 1. Lig, teil. 1969 stieg man aus dieser Liga ab, schaffte aber zweimal den Aufstieg. Verstärkt durch die Gründung zahlreicher anatolischer Mannschaften, die regional zunehmend erstarkten, verlor der Klub an Bedeutung. Anfang der 1970er Jahre verabschiedete sich Verein für etwa zehn Jahre gänzlich vom Profifußball und geriet vollends in Vergessenheit. 1981 fand der Verein wieder den Anschluss und schaffte es bis in die TFF 1. Lig. 1998 jedoch spielte man das letzte Mal in dieser Liga.
Seit 2009 spielt der Verein in der vierthöchsten türkischen Spielklasse, in der TFF 3. Lig.

## Ligazugehörigkeit
- 1. Liga: -
- 2. Liga: 1963–69, 1981–1983
- 3. Liga: 1969–1972, 1984–1996, 1998–2001, 2008–2009
- 4. Liga: 2001–2008, 2009–2017
- Regionale Amateurligen: 1972–1982, 1983–1984, 1996–1998, seit 2017

## Ehemalige bekannte Spieler
| - Cenk Ahmet Alkılıç - Özgür Bayer - Birol Pekel - Erdi Demir - Uğur Demirok - Fırat Kocaoğlu - Ahmet Görkem Görk - Hamza Hamzaoğlu | - Anıl Karaer - Mustafa Kocabey - Mehmet Eren Boyraz - Ahmet Sağlam - Mehmet Uğur Tülümen - Veysel Sarı - İrfan Başaran - Erbil Uzel |

## Ehemalige Trainer (Auswahl)
- Gündoğan Çelen (mind. 1969)[1]
- Kenan Gönen (August 1995 – Oktober 1996)
- Şenol Çorlu (Oktober 1996)
- Yılmaz Gökdel (Oktober 1996 – Mai 1997)
- Kenan Gönen (Dezember 1997)
- Ergun Kantarcı (September 2002)
- Ergun Ortakçı (September 2002 – Dezember 2002)
- Kenan Gönen (Dezember 2002 – Oktober 2003)
- Oktay Çevik (Juni 2005 – Oktober 2005)
- Kenan Gönen (Februar 2006 – Dezember 2006)
- Yıldırım Uran (Dezember 2006 – Mai 2007)
- Orhan Atik (Juli 2007 – Mai 2008)
- Mustafa Reşit Akçay (August 2008 – November 2008)
- İlyas Tüfekçi (November 2008 – Mai 2009)
- Kenan Gönen (September 2012 – )

## Ehemalige Präsidenten (Auswahl)
- Osman Büyük (mind. 1969)[1]
- Mustafa Yazıcı

## Weitere Abteilungen
- Rudern
- Basketball
- Volleyball
- Handball
- Tischtennis
- Schwimmen
- Ringen
- Boxen
- Judo